# 佩珀雷爾 (麻薩諸塞州)
佩珀雷爾（英語：Pepperell）是一個位於美國麻薩諸塞州米德爾塞克斯縣的鎮。

## 人口
根據2020年美國人口普查的數據，佩珀雷爾的面積為60.00平方千米，當中陸地面積為58.40平方千米，而水域面積為1.60平方千米。當地共有人口11604人，而人口密度為每平方千米193人。